# Lago di Ocrida
Il lago di Ocrida (in macedone Охридско Езеро?, Ohridsko Ezero; in albanese Liqeni i Pogradecit, "lago di Pogradec" più raramente Liqeni i Ohrit; in greco Λίμνη Οχρίδα?) è uno dei maggiori laghi della penisola balcanica ed è considerato uno dei più antichi della Terra.
Il lago è situato ad un'altitudine di 695 m s.l.m., ha una superficie di 358 km² (370 km² è la superficie del lago di Garda) e la massima profondità raggiunge i 288 m. Il lago appartiene per circa due terzi alla Macedonia del Nord e per il resto all'Albania. Le città principali sulla costa macedone sono Ocrida (Ohrid) e Struga mentre il centro più importante della parte albanese è la città di Pogradec.

## Età
La sua origine risale a più di un milione di anni, il che ne fa il lago più antico d'Europa. L'età è stata determinata con studi effettuati su carote profonde, prelevate alla base dei sedimenti lacustri depostisi sul fondo del lago,  prelevate in cinque luoghi del lago nel 2013, per un totale di 2000 metri di carote e pubblicati nel 2014 ad opera di un gruppo internazionale di studiosi.

## Ambiente

### Fauna
È il lago con il maggior numero di specie endemiche del mondo: 212 fra specie animali e vegetali; tra queste è nota la fauna ittica caratterizzata da un elevatissimo tasso di endemismo, che pertanto necessita di particolare tutela. Alcune specie di pesci endemiche del lago sono la trota del lago di Ocrida ed il carpione del lago di Ocrida. Per questo suo interesse naturalistico la regione del lago è stata dichiarata patrimonio dell'umanità dall'UNESCO nel 1979 e Important Bird and Biodiversity Area da BirdLife International nel 2000.

## Galleria d'immagini

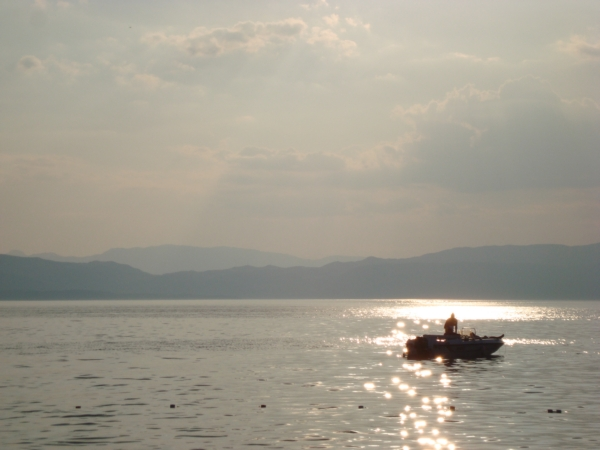
Il Lago di Ocrida in estate
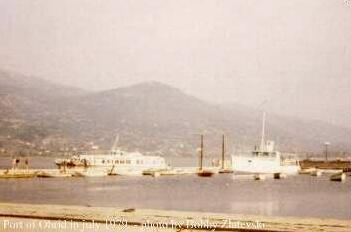
Il porto di Ocrida nel luglio del 1979
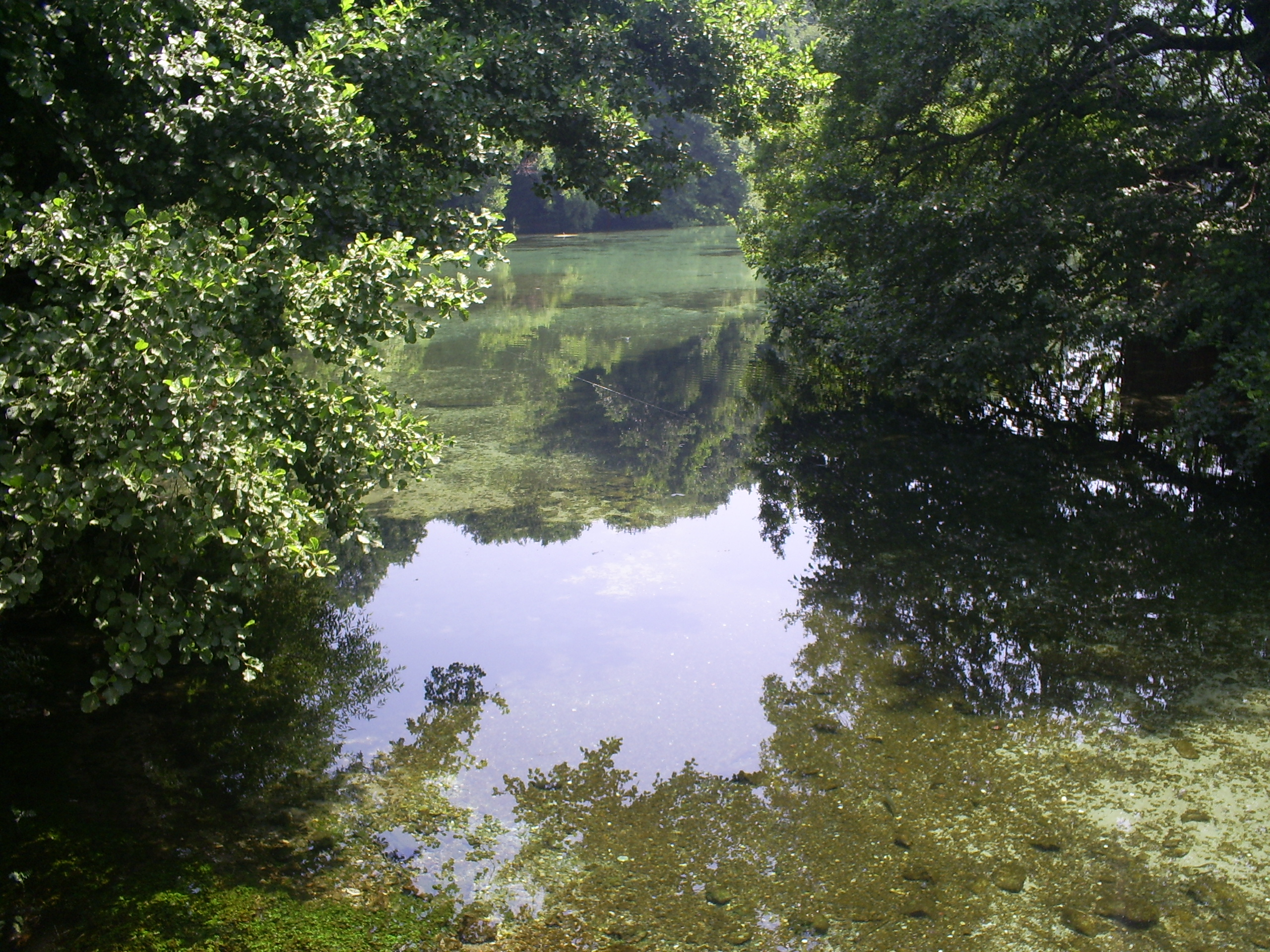
Il fiume Drini i Zi
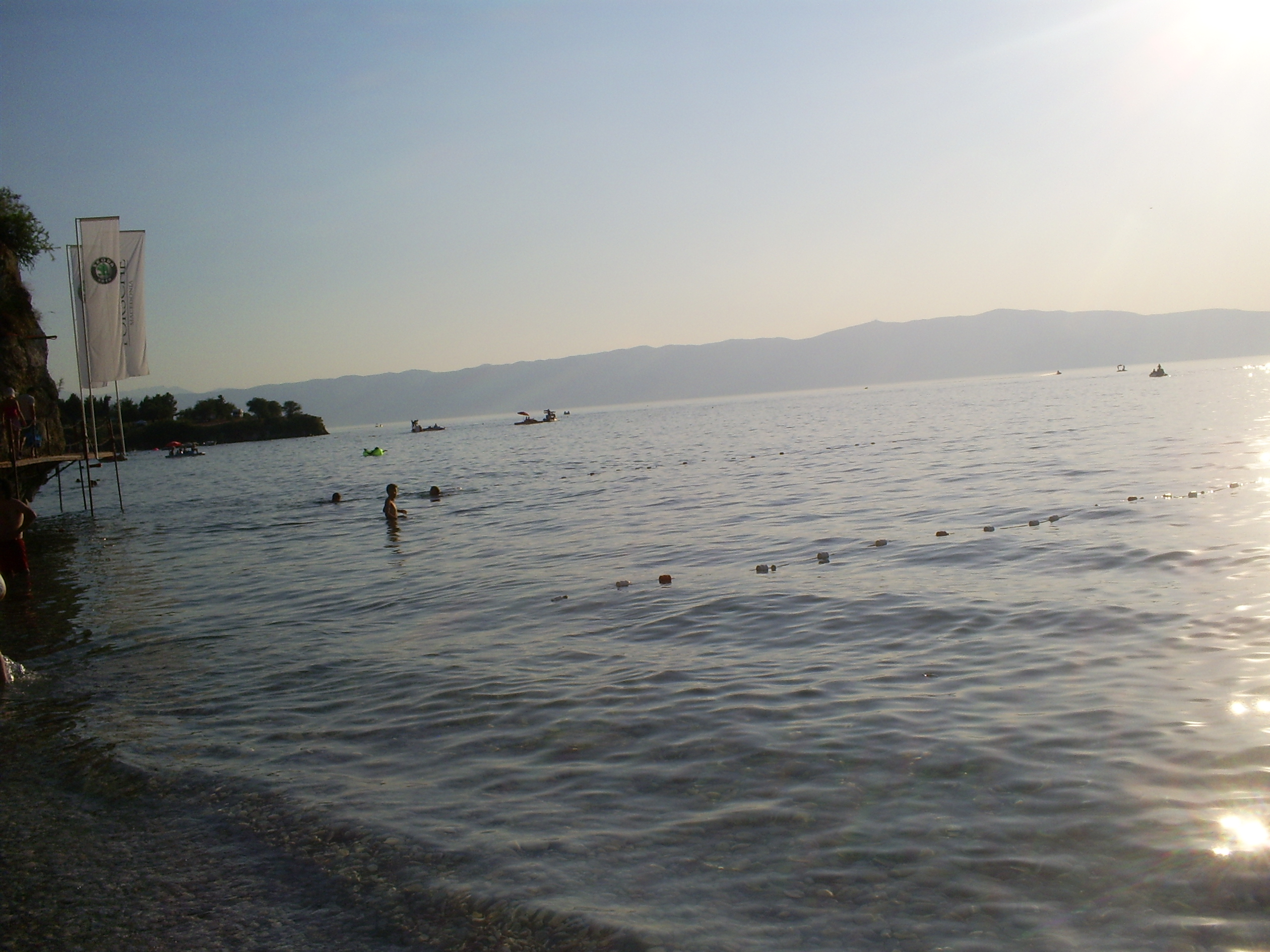
Una spiaggia al Lago di Ocrida
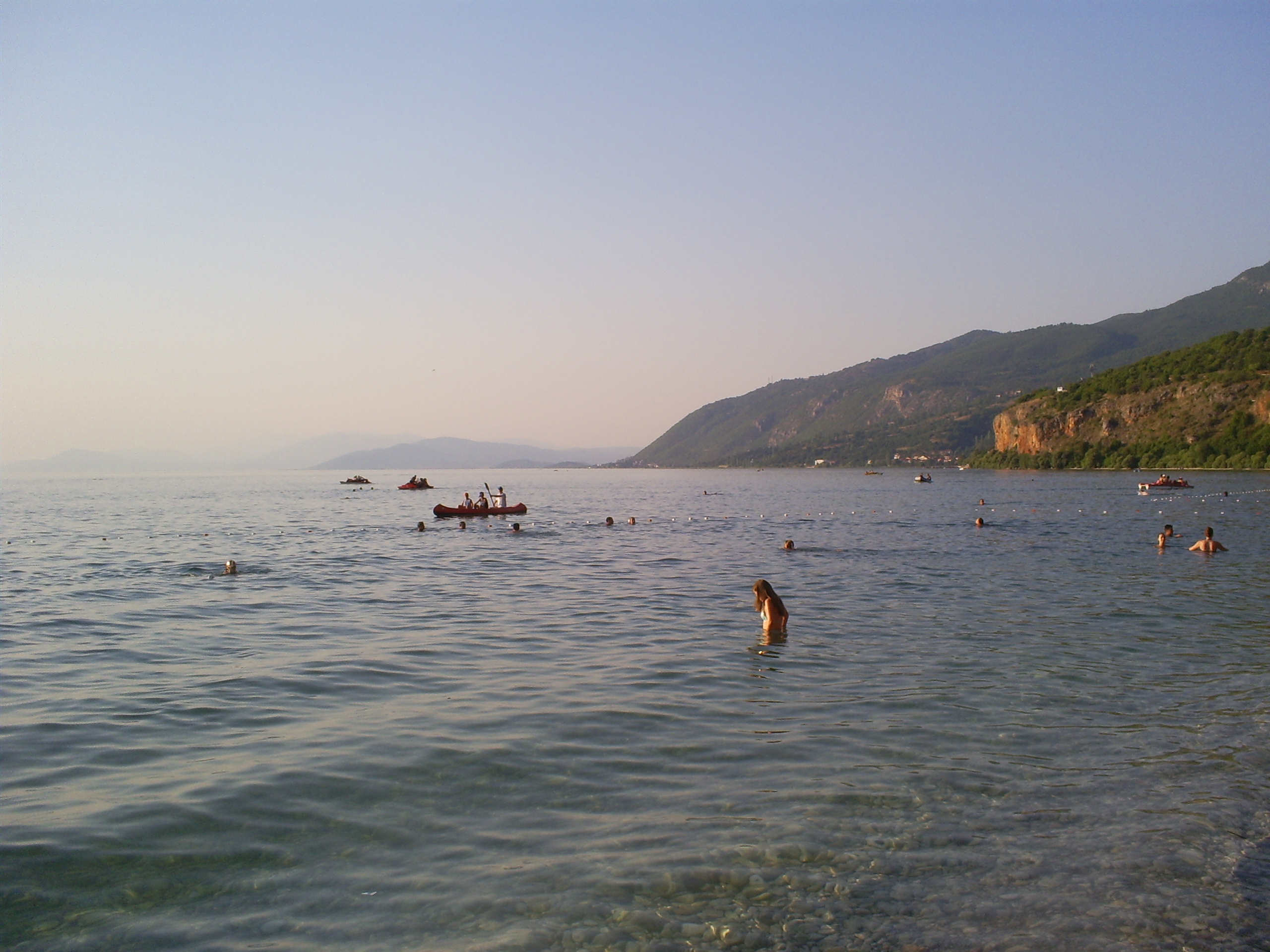
La spiaggia del campeggio Gradište (Macedonia del Nord)
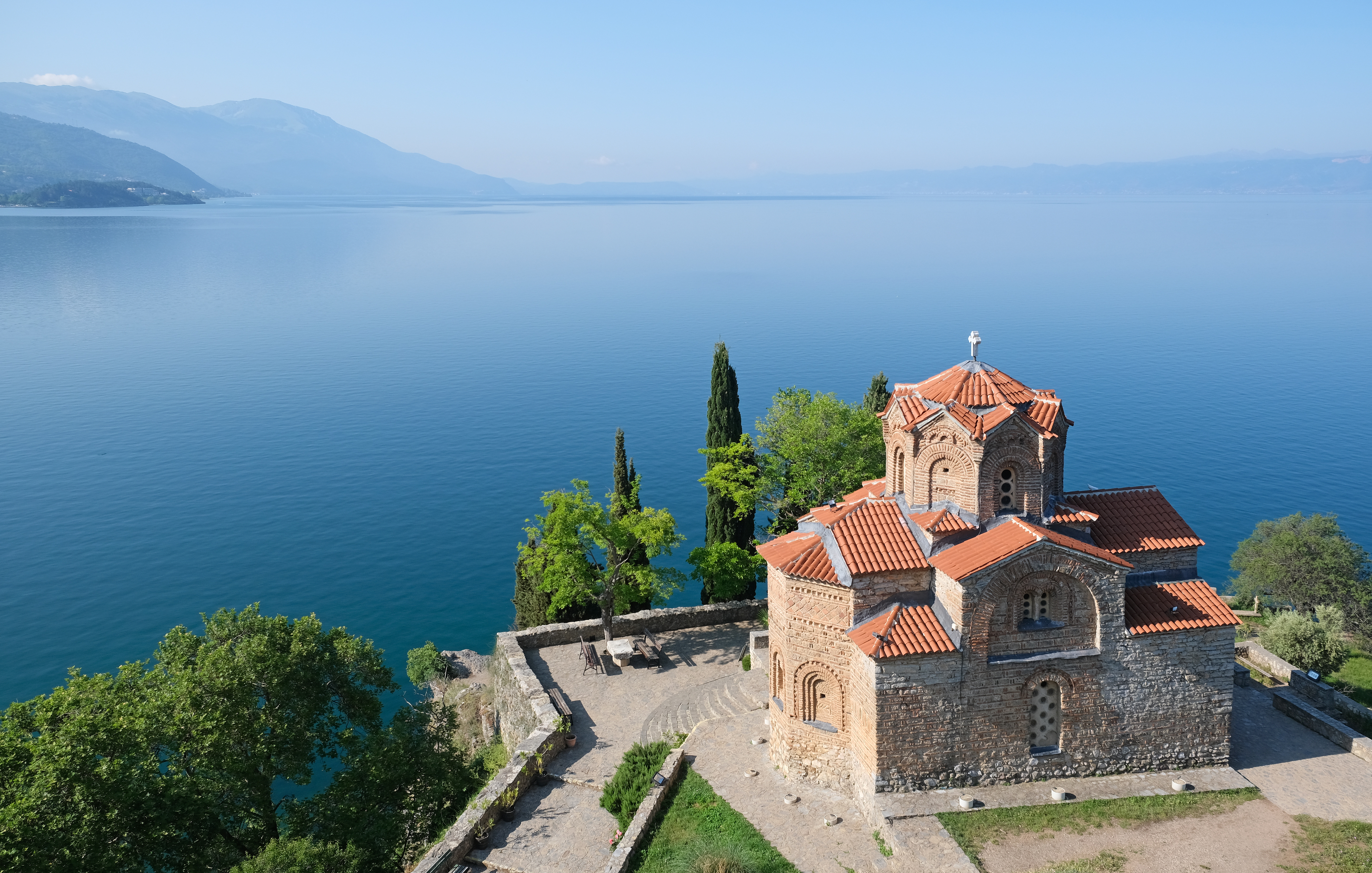
La chiesa di San Giovanni (Sveti Jovan) presso Ocrida
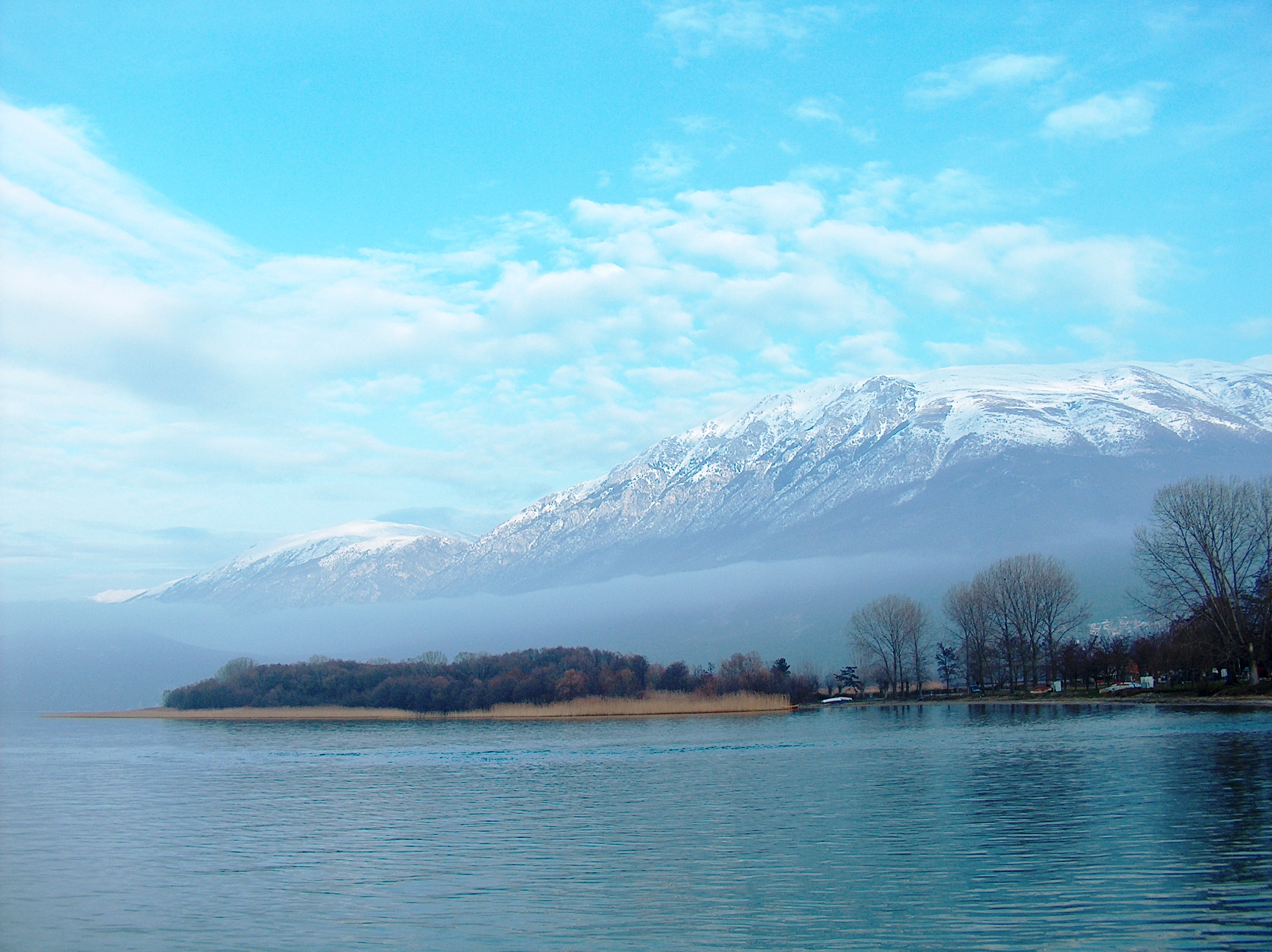
La costa del lago presso il monastero di Sveti Naum, con sullo sfondo il Monte Galičica